# Walse
Die Walse, im Oberlauf Sählenbach und im Mittellauf Beek genannt, ist ein etwa 11,3 km langer, rechter bzw. östlicher Zufluss der Werra im Landkreis Eichsfeld in Thüringen, Deutschland.

## Verlauf und Einzugsgebiet
Das innerhalb des Oberen Eichsfelds im Naturpark Eichsfeld-Hainich-Werratal befindliche Fließgewässer entsteht aus der Vereinigung zweier Quellbäche: Der südöstliche (linke) entspringt etwa 1 km westnordwestlich vom Gipfel des Höhebergs (520,8 m ü. NN) auf rund 425 m ü. NN und durchfließt kurz danach Dieterode, der nordöstliche (rechte) etwa 600 m südöstlich des Eichstruther Kopfs (503 m ü. NN) auf rund 420 m ü. NN. Deren Bachvereinigung liegt auf zirka 345 m ü. NN.
Der Bach verläuft überwiegend westwärts etwa entlang der Landesstraße 1003, die er mehrmals unterquert. Anfangs fließt er als Sählenbach ein paar Hundert Meter südlich am Dorf Eichstruth vorbei, tangiert Hennigerode und durchfließt kurz darauf, nun Beek genannt, das Dorf Mackenrode. Dann verläuft er im Gemeindegebiet von Dietzenrode-Vatterode zwischen den Höhenzügen Höheberg (am Höhberg 385,5 m ü. NN) im Nordwesten und Gobert (am Dietzenröder Stein 496,1 m ü. NN) im Süden und Südosten durch das Dorf Vatterode und als Walse durch das Dorf Dietzenrode.
Kurz nach der im anschließend durchflossenen Wahlhausen gelegenen Einmündung des von Nordosten heran fließenden Hollbachs mündet die Walse nach Unterqueren der L 1003 (mit Werratal-Radweg) auf etwa 144 m ü. NN in den dort etwa von Süden kommenden Weser-Quellfluss Werra.
Das Einzugsgebiet der Walse ist etwa 31,9 km² groß. 

## Zuflüsse
Zahlreiche kleine Bäche und Rinnsale fließen der Walse zu, die wichtigsten sind:
- namenloser Bach (li) aus Richtung Weidenbach kommend
- Rotenbach (re) aus Richtung Wüstheuterode
- Schierbach (re) aus Richtung Fretterode
- Saugraben (li) in Dietzenrode mündend
- Hollbach (re) in Wahlhausen mündend.

## Geologie
Das Quellgebiet des Sählenbaches liegt am Rand der Obereichsfelder Muschelkalkplatte und verläuft danach im oberen und mittleren Buntsandstein. Im Bereich der Eichenberg–Gotha–Saalfelder Störungszone bei Vatterode bildet der Fluss ein stark verzweigtes Bachsystem, das nach Nordwesten, Nordosten, Osten und Süden ausstrahlt, hier vereinigen sich alle Wasserrinnen zur Walse.   Diese durchschneidet danach in südwestlicher Richtung in einem engen Tal den Buntsandstein des Höheberges.

## Mühlen
An der Walse wurden einige Wassermühlen errichtet und betrieben:
- Kronenmühle unterhalb von Wüstheuterode
- Herrnmühle unterhalb von Vatterode
- Mühle nördlich von Dietzenrode
- Untermühle in Wahlhausen
- Stubenmühle am Zufluss Richtung Fretterode